# 酒井忠勝 (出羽国庄内藩主)
酒井 忠勝（さかい ただかつ）は、江戸時代初期の大名。越後高田藩主、信濃松代藩主を経て、出羽庄内藩の初代藩主。酒井左衛門尉家第7代当主。
なお同世代で7歳年上の老中・酒井忠勝 (小浜藩主)は別人である。

## 生涯
文禄3年（1594年）、徳川氏の家臣・酒井家次の長男として生まれる。元服した際には主君徳川秀忠より偏諱を拝領し、忠勝と名乗った。
慶長14年（1609年）1月23日、宮内大輔に任じられる。元和4年（1618年）3月、父・家次の死去により24歳で家督を相続した。しかし、相続後間もない元和5年（1619年）3月に越後高田藩10万石から信濃松代藩10万石に移封されている。それから元和8年（1622年）6月7日に最上義俊が改易されたのに伴い、出羽庄内藩13万8,000石に加増され、移封された。
庄内に入部後は交通の要衝・酒田の亀ヶ崎城に代えて、かつて大宝寺氏が拠点としていた鶴ヶ岡城を居城と定めている。ところが、江戸幕府から亀ヶ崎城も存続を許され、小藩としては異例となる2城を持つことになった。忠勝はこの鶴ヶ岡城の整備に努めたが、完成するのは孫の忠義の代となった。
入部直後の検地では表高よりも実高を大幅に増やすことに成功した反面、過酷な徴税につながり、鶴ヶ岡城の普請などもあって、領民の逃散を招いた。特に寛永11年（1634年）には、遊佐郷の大肝煎である高橋太郎左衛門が幕府に直訴しており、藩政は揺らぐ一方であった。
晩年の寛永19年（1642年）、改易され忠勝に預けられていた弟の忠重が、忠勝に嫡男忠当を廃嫡させ、忠重の子忠広に庄内藩を継承させようとする酒井長門守一件が起きた。弟を重用する忠勝によって、筆頭家老高力喜兵衛らは追放、忠当も廃嫡されかけた。
この騒動の最中である正保4年（1647年）10月17日、死去。問題となっていた家督は老中松平信綱の裁定により、忠当が相続している。

## 系譜
- 父：酒井家次
- 母：榊原正吉の娘
- 正室：鳥居忠政の娘
  - 長男：酒井忠当（1617-1660）
- 側室：花丸 - 西田次匡の娘
  - 次男：酒井忠俊
- 側室：後花丸（万世） - 西田次匡の養女、奥野幸継の娘
  - 三男：酒井忠恒（1639-1675）
  - 四男：酒井忠貫
  - 五男：酒井忠盛
  - 男子：酒井忠興[1]
- 側室：久米 - 武山勘左衛門の娘
  - 七男：酒井忠解（1643-1668）
  - 男子：山名恒豊
- 生母不詳の子女
  - 六男：酒井忠直（1643-1700）
  - 女子：伊達宗純正室
  - 女子：溝口重雄継室
  - 女子：松平忠利正室後に滝川具章室